# 池銀姫
池 銀姫（池 銀姬、朝鮮語: 지 은희、チ・ウンヒ、チ・ウニ、1947年6月26日 - ）は、大韓民国（韓国）の社会運動家。
韓国挺身隊問題対策協議会（挺対協、現日本軍性奴隷制問題解決のための正義記憶連帯）企画委員長、1998年挺対協共同代表、2003年-2005年盧武鉉政権の女性部（現女性家族部）長官、2006年-2013年徳成女子大学校総長、2016年-2017年日本軍性奴隷制問題解決のための正義記憶財団（現日本軍性奴隷制問題解決のための正義記憶連帯）理事長を歴任した。